# Bataille de Brunanburh
La bataille de Brunanburh se déroule en 937 et oppose le roi d'Angleterre Æthelstan à une coalition réunissant le roi viking de Dublin Olaf Gothfrithson et les rois Constantin d'Écosse et Owen de Strathclyde. Elle se solde par une victoire écrasante d'Æthelstan.
D'après la Chronique anglo-saxonne, qui en fait un récit versifié, la bataille de Brunanburh est un massacre tel que l'Angleterre n'en a plus connu depuis l'arrivée des Anglo-Saxons. La victoire d'Æthelstan assure la survie d'un royaume d'Angleterre unifié. Les historiens modernes considèrent généralement Brunanburh comme l'un des affrontements majeurs de l'histoire du pays.
Le site de Brunanburh est inconnu. Parmi les nombreuses hypothèses des historiens modernes, celle qui fait le plus consensus la situe sur la péninsule de Wirral, aux alentours de la ville de Bromborough.

## Sources
Plusieurs sources primaires mentionnent la bataille de Brunanburh, de manière plus ou moins détaillée. La Chronique anglo-saxonne, recueil d'annales en vieil anglais compilé à partir du IXe siècle, inclut un poème en vers allitératifs qui célèbre la victoire des Anglo-Saxons. Les historiens anglo-normands Guillaume de Malmesbury, Jean de Worcester et Siméon de Durham ont également écrit sur Brunanburh. Hors d'Angleterre, on en trouve mention dans les Annales de Clonmacnoise, compilées en Irlande, ainsi que dans la Saga d'Egill, fils de Grímr le Chauve, écrite au XIIIe siècle en Islande et dont le héros, Egill Skallagrímsson, combat au service d'Æthelstan à Brunanburh.
Brunanburh est le nom donné à la bataille dans la Chronique anglo-saxonne et chez Jean de Worcester, mais ce n'est pas le seul. On trouve également :
- Brunandune dans la traduction latine de la Chronique par Æthelweard ;
- Brunnanwerc, Bruneford ou Weodune / Wendun chez Siméon de Durham ;
- Brunefeld ou Bruneford chez Guillaume de Malmesbury ;
- Dún Brunde ou Duinbrunde dans la tradition écossaise ;
- Brun dans la tradition galloise ;
- plaines d'Othlynn dans les Annales de Clonmacnoise ;
- Vinheithr dans la Saga d'Egill.

## Contexte

L'Angleterre sous le règne d'Æthelstan.

Après sa victoire sur Gothfrith Uí Ímair, roi viking d'York, en 927, le roi anglais Æthelstan reçoit la soumission de Constantin d'Écosse, Ealdred de Bamburgh, Hywel Dda du Deheubarth et Owen de Strathclyde à Eamont, près de Penrith en Cumbria. La paix règne ensuite jusqu'en 934, lorsque Æthelstan envahit l'Écosse par terre et par mer. Ses raisons ne sont pas connues avec certitude, mais Jean de Worcester affirme qu'elle est due à la violation du traité conclu en 927 par Constantin,. Les armées d'Æthelstan s'enfoncent jusque dans le Kincardineshire, tandis que sa flotte remonte les côtes écossaises jusqu'au Caithness, mais aucune bataille n'est livrée.
Après cette invasion, les ennemis d'Æthelstan comprennent que leur seule chance de le vaincre est de s'unir. Une coalition se forme ainsi autour du roi viking de Dublin Olaf Gothfrithson, le fils de Gothfrith Uí Ímair, avec Constantin d'Écosse et Owen de Strathclyde. Bien que ces souverains se soient affrontés par le passé, ils sont prêts à laisser de côté leurs différends pour anéantir la puissance du roi anglais. Olaf traverse la mer d'Irlande au mois d'août 937 pour unir ses troupes à celles de Constantin et d'Owen. Siméon de Durham lui attribue une flotte de 615 navires, un nombre sans doute exagéré. D'après Jean de Worcester, il débarque sur la côte orientale de la Grande-Bretagne après avoir remonté le Humber, mais aucune autre source ne s'accorde avec cette affirmation, que le philologue Paul Cavill estime donc erronée.
Les mouvements des troupes coalisées ne sont pas documentés. D'après Paul Cavill, elles auraient mené des raids en Mercie, mais cette hypothèse n'est corroborée par aucune source,. Michael Livingston propose que les armées de Constantin et d'Owen aient envahi l'Angleterre depuis le nord avant d'être rejointes par celles d'Olaf durant leur traversée du Lancashire, quelque part entre Carlisle et Manchester.

## La bataille
D'après le poème de la Chronique anglo-saxonne, l'armée anglaise, composée de troupes venues de Mercie et du Wessex et dirigée par Æthelstan et son frère Edmond, traverse la Mercie pour se porter à la rencontre de l'armée ennemie. Ce sont les Anglais qui passent à l'offensive les premiers et qui parviennent, au terme d'une journée entière d'affrontements, à mettre leurs adversaires en déroute. Ils pourchassent les fuyards jusqu'à la tombée de la nuit, leur infligeant de lourdes pertes. Olaf reprend la mer et s'enfuit à Dublin avec les restes de son armée, tandis que Constantin bat en retraite dans son propre royaume. Le sort d'Owen est inconnu, mais il pourrait avoir laissé la vie sur le champ de bataille. Æthelstan et Edmond rentrent quant à eux en triomphe dans le Wessex,. Aucun historien moderne ne remet en question la déroute des armées coalisées à Brunanburh, même si Michael Wood souligne que les détails figurant dans le récit poétique de la Chronique relèvent pour beaucoup du lieu commun et qu'on les retrouve dans les descriptions d'autres batailles.
D'après la Chronique, aucune bataille n'a été aussi meurtrière depuis l'arrivée des Anglo-Saxons en Grande-Bretagne. Parmi les victimes se trouvent cinq rois et sept comtes de l'armée d'Olaf, ainsi que plusieurs proches de Constantin, dont son propre fils,. Les Annales de Clonmacnoise contiennent la liste de morts la plus détaillée, avec plusieurs rois et princes. Du côté anglais, les victimes sont également nombreuses, avec notamment deux cousins du roi Æthelstan nommés Ælfwine et Æthelwine.

## Conséquences
La plupart des historiens considèrent la victoire d'Æthelstan comme décisive pour la survie d'une Angleterre unie. Sarah Foot estime qu'il « serait difficile de surestimer son importance », et Michael Livingston la considère comme « l'une des batailles les plus importantes de l'histoire de l'Angleterre et de toutes les îles Britanniques ». Néanmoins, pour Alex Woolf, c'est une victoire à la Pyrrhus, puisque la campagne d'Æthelstan dans le Nord ne semble pas avoir modifié le rapport de forces dans la région. Après sa mort, en 939, Olaf s'empare sans coup férir de la Northumbrie. L'unité anglaise, rétablie à la mort d'Edmond, le frère et successeur d'Æthelstan, en 946, est définitivement assurée après la chute d'Éric à la Hache sanglante, en 954.

## Le site

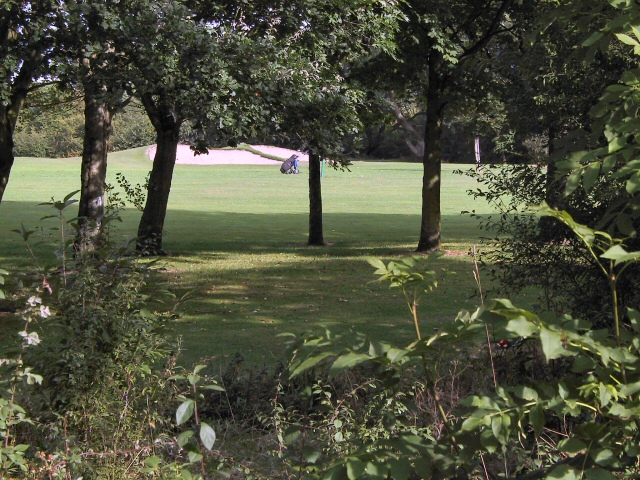
Le terrain de golf de Brackenwood, près de Bromborough, est l'un des sites proposés pour la bataille.

Le site de Brunanburh n'est pas identifié avec certitude. D'après Sarah Foot, une quarantaine d'hypothèses ont été proposées, allant du Devon au Dumfriesshire. Néanmoins, la majorité des historiens contemporains s'accordent à la situer dans la péninsule de Wirral. Des chartes du XIIe siècle suggèrent que le nom de Bromborough, une ville située dans la péninsule, dérive de Brunanburh,. La présence de colonies vikings dans la région à partir de la fin du IXe siècle et l'utilisation de la Mersey par les Vikings irlandais, constituent des arguments indirects en faveur de cette localisation. La Chronique mentionne également un lieu nommé Dingesmere non loin du champ de bataille. Il pourrait s'agir d'une référence à une zone de marécages située non loin de Thingwall, dans la péninsule de Wirral. Plusieurs lieux autour de Bromborough ont été proposés comme site de la bataille, parmi lesquels le terrain de golf de Brackenwood, à Bebington.

## Postérité
Le poème de la Chronique anglo-saxonne a inspiré plusieurs poètes. Alfred Tennyson en publie une traduction en vers dans le recueil Ballads and Other Poems en 1880. Elle s'appuie sur la traduction en prose de son fils Hallam, parue quatre ans plus tôt. L'auteur argentin Jorge Luis Borges s'est inspiré de la Chronique pour son court poème Brunanburh 937 AD, dont une traduction en anglais a paru dans le magazine The New Yorker en 1977.
La bataille est un élément central du film The Last Kingdom : Sept rois doivent mourir réalisé par Edward Bazalgette (en) et sorti le 14 avril 2023 sur Netflix.